# Književnost u 1966.
◄◄ | ◄ | 1963. | 1964. | 1965. | 1966.  | 1967. | 1968. | 1969. | ► | ►►
Arhitektura • Astronautika • Astronomija • Biologija • Film • Fotografija • Glazba • Kazalište • Kemija • Kiparstvo • Knjige • Književnost • Kršćanstvo • Meteorologija • Medicina • Planinarstvo • Politika • Pravo • Promet • Slikarstvo • Strip • Šport • Televizija • Znanost • Zrakoplovstvo • Željeznički promet
Književnost u 1966.

## Svijet

### Nagrade i priznanja
- Nobelova nagrada za književnost dodijeljena Šmuelu Josefu Agnonu i Nelly Sachs.

## Hrvatska i u Hrvata

### Rođenja
- 28. svibnja – Miljenko Jergović, bosanskohercegovački i hrvatski književnik, novinar i publicist

### Smrti
- 23. studenog – Grigor Vitez, hrvatski pjesnik, dječji pisac i prevoditelj (* 1911.)

## Vanjske poveznice
|  | Zajednički poslužitelj ima još gradiva o temi Književnost u 1966. |